# Бернина (горный массив)
Бернина (нем. Berninagruppe, итал. Bernina) — горный массив в восточной Швейцарии и северной Италии между верховьями рек Инн и Адда, часть Центральных Восточных Альп.
Высшая точка — одноимённый пик (4049 м), это самая восточная часть Альп, где вершины превышают 4000 м над уровнем моря. Геологически массив, как и все Восточные Альпы, сложен гнейсом и сланцами.
Высочайшие точки — горы Бернина (4049 м), Пунта-Перруккетти (4020 м), Пиццо-Дзупо (3996 м), Алв или Пиццо-Бьянко (3995 м). Большинство пиков расположены на границе Италии и Швейцарии. Бернина является высшей точкой кантона Граубюндена, а Пунта-Перруккетти — Ломбардии.
В массиве Бернина около 150 ледников общей площадью 104 км². Крупнейший из них, Мортерач, имеет длину 7 км и площадь около 16,4 км². Однако, с 1990-х гг. скорость отступания ледника составляет до 30 м/год и эта тенденция сохраняется.